# 糸賀喜一
糸賀 喜一（いとが きいち、1904年7月1日 - 1984年10月14日）は、日本の政治家。茨城県稲敷郡美浦村の村長を1959年から1979年まで5期務めた。日本中央競馬会（JRA）美浦トレーニングセンターの誘致に尽力した。

## 生涯
- 1904年7月1日、茨城県稲敷郡木原村に農家の長男として生まれる[1]。
- 1922年4月、徴兵検査で甲種合格[1]。
- 1924年11月30日、騎兵第13連隊に入隊[1]。
- 1926年、善行証書を受けて除隊[1]。
- 1931年7月、愛国生命保険に入社し、保険外交員となる[1]。
- 1945年7月、応召し騎兵第27連隊に入営[1]。
- 1946年4月、木原村長選挙に立候補し、落選[1]。
- 1949年5月、木原村農業協同組合組合長[1]。
- 1951年
  - 6月、木原農業共済組合組合長[1]。
  - 9月、木原村長選挙に立候補し、落選[1]。
- 1952年、相互金庫金融に入社[1]。
- 1955年5月、木原村長選挙に立候補し、落選[1]。
- 1959年4月30日、美浦村長選挙に立候補し、初当選[1]。
- 1962年4月17日、肺結核予防協会より、結核予防への貢献から総裁賞を受賞[1]。
- 1963年4月20日、美浦村長選挙に立候補し、再選[1]。
- 1967年4月28日、美浦村長選挙に無投票で3選[1]。
- 1971年4月25日、美浦村長選挙に無投票で4選[1]。
- 1973年9月、霞ヶ浦問題研究会を結成[1]。
- 1975年
  - 4月、美浦村村長選挙に当選（5選）[1]。
  - 5月21日、霞ヶ浦問題研究会会長[1]。
- 1977年2月3日、茨城県国民年金協議会会長[1]。
- 1984年、死去[2]。

## 人物
美浦村長の2期目、農業の後継者減少から村の存続に危機感を抱き、村への企業誘致を茨城県に働きかけた。
1960年代に新東京国際空港（現在の成田国際空港）の建設地が検討された際には、住民らの反対を受けて多くの首長らが尻込みする中で「航空機の騒音は文化の音だ。この騒音なくして地域開発は成り立たない！」と主張し、敢えて建設推進の旗幟を鮮明にしたが、「美浦空港」は実現しなかった。
その後トレーニングセンター建設の話が持ち上がると、村活性化の好機と捉えた糸賀はJRAに対し用地買収は村が責任を持って行うことを約し、誘致に成功した。1967年3月に当時のJRA理事長・清井正と会談。8月、JRAと美浦トレーニングセンター用地取得に関する念書に調印。12月には、美浦トレーニングセンターの基本契約締結に至った。